# Tungstate de calcium
Cet article court présente un sujet plus développé dans : Scheelite.
Le tungstate de calcium est un composé chimique de formule CaWO4. C'est un sel d'acide tungstique H2WO4 et de calcium. On le trouve sous forme naturelle dans un minéral, la scheelite.

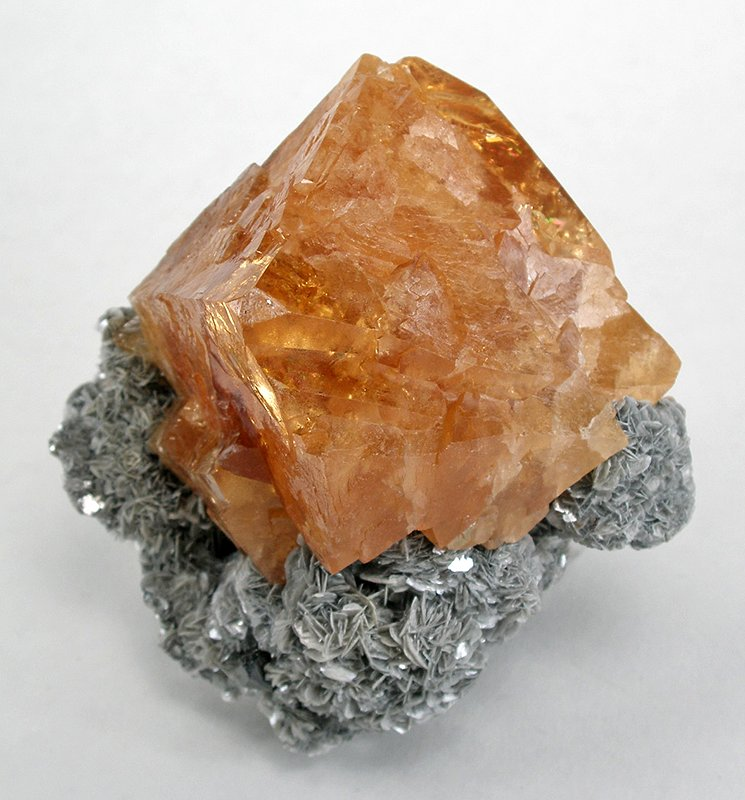
Scheelite sur muscovite.

On peut obtenir du tungstate de calcium en faisant réagir de l'oxyde de calcium CaO avec du trioxyde de tungstène WO3 :
CaO + WO3 ⟶ CaWO4.
La réaction du tungstate de sodium Na2WO4 avec le chlorure de calcium CaCl2 ou le nitrate de calcium Ca(NO3)2 est également possible :
Ca(NO3)2 + Na2WO4 ⟶ CaWO4 + 2 NaNO3.
CaWO4 est utilisé comme luminophore.